# Medical Thriller
Medical Thriller è una raccolta di tre romanzi brevi: Rapidamente scritto da Carlo Lucarelli, No smoking di Giampiero Rigosi e Una lunga quaresima di paura di Eraldo Baldini.
Il libro è stato pubblicato in Italia dalla Einaudi nel 2002.

## Trama

### Rapidamente
Mattei, killer professionista che si avvale dell'aiuto della quindicenne albanese Vesna, dalle abilità di ninja, riceve l'incarico di ricattare Elisa Carloni, giovane chimica farmaceutica che lavora per la multinazionale Max, spingendola a tradire la sua azienda sabotando la produzione del farmaco analgesico a cui sta lavorando. Elisa si accorge dapprima che qualcuno è entrato nel suo appartamento di Bologna mentre era assente poi, allertata dagli indizi, riesce a sfuggire all'agguato di Mattei grazie all'intervento del vicino di casa Marco, un giovane robusto che fa il buttafuori in una discoteca. 
Prima di ripartire per Colonia, dove si trova il laboratorio della Max, Elisa telefona ai suoi genitori ad Ancona e scopre che il killer è stato da loro spacciandosi per un suo ex insegnante dell'università. A questo punto, temendo le ritorsioni del ricattatore sulla sua famiglia, la donna finge di stare al suo gioco ma in realtà organizza una trappola attirando Mattei in un altro appartamento pieno di webcam. Il killer, vistosi giocato, tenta di reagire ma viene reso inoffensivo. Elisa può riprendere serenamente il suo lavoro, intraprendendo al contempo un rapporto sentimentale con Marco.

### No smoking
Il commissario Roccaforte, che ha da poco smesso di fumare, viene convocato nel cuore della notte ad indagare sull'omicidio del dottor Altieri, dirigente e ricercatore dell'azienda biotecnologica Matrix Bionca, ritrovato cadavere nel suo ufficio. Le persone che interroga nell'azienda gli comunicano diverse ipotesi di movente: l'amministratore delegato Stefano Dalle Grotte parla di una talpa che rivendeva all'esterno i segreti della ricerca e che Altieri avrebbe forse smascherato, la segretaria Milena Turri punta l'indice sul collaboratore Sgarzi che aveva fama di donnaiolo e necessità di denaro a causa dei suoi debiti di gioco, il dottor Sgarzi rivela che Altieri era in rotta con i vertici della società perché non condivideva la nuova linea aziendale e che la sera della sua morte aveva avuto un violento diverbio con l'altro dirigente Andrea Polese. Un'altra persona presente in azienda la sera dell'omicidio, Luciana Boschi, è irreperibile: su di lei si addensano i sospetti, tanto più che si appura che ultimamente essa aveva avuto a disposizione ingenti somme di denaro, mentre suo marito, col quale era in via di separazione, dichiara di non averne notizie da diverso tempo. Ulteriori indizi sembrano indicare che la donna abbia compiuto una fuga in treno verso la Svizzera; viene poi ritrovata la sua automobile, rubata da un ladro in un parcheggio presso la stazione di Bologna, con una chiave inglese insanguinata che risulta essere l'arma del delitto. Roccaforte però non è ancora convinto della ricostruzione, e il ritrovamento del cadavere della ricercatrice, sepolto in un bosco dell'Appennino bolognese, gli dà ragione. Egli individua come colpevole il marito, ingelosito dalla relazione adulterina tra la moglie e l'Altieri, spingendolo a confessare. Alla fine il commissario si concede una tanto sospirata sigaretta.

### Una lunga quaresima di paura
Durante la festa della Segavecchia, che cade a metà Quaresima e nella quale a Ravenna si vive un piccolo posticipo di carnevale, una bambina di sette anni, Arianna Ferrero, viene rapita da un adulto con una maschera da demonio, mentre è di ritorno da una festa in maschera in compagnia della madre, della zia e della cuginetta. Viene poi ritrovato un messaggio in cui si annuncia che dopo ventun giorni, il giorno del venerdì santo, la bambina morirà. Il commissario Francesco Righetti, zio della piccola rapita, batte diverse possibili piste: quella del rapimento a scopo di estorsione o ricatto (suo cognato è il presidente della cooperativa di costruzioni "La ravennate", che ha vinto un appalto per la costruzione d'infrastrutture per l'alta velocità ferroviaria), quella del maniaco (dalla chiesa del complesso scolastico frequentato dalla bambina sono state rubate delle ostie consacrate e si sospetta che l'autore del furto sia un ex seminarista squilibrato che è spesso nella zona e potrebbe avere tendenze pedofile oltre che manie di tipo religioso) ed infine quella dello scambio di persona (ammettendo che il rapitore volesse invece prelevare la figlia del commissario per rivalersi su di lui). Le prime due piste sfociano in nulla di fatto; a favore della terza ipotesi raccoglie invece molti indizi Fedra, la sorella ventitreenne di Arianna, aspirante pittrice, che vive lo stillicidio dei giorni contando le pillole anticoncezionali che rimangono nel suo blister, al termine del quale dovrà dare al suo fidanzato una risposta sul cercare o meno di avere un figlio. La giovane si convince che in realtà il sequestratore volesse prelevare la figlia del commissario, per vendicarsi di un caso di corruzione che questi aveva portato allo scoperto quando lavorava alla questura di Rimini e per la quale un poliziotto era passato come capro espiatorio e si era suicidato in carcere. Presentatasi in questura per incontrare il commissario, s'imbatte invece nell'agente Caruso, al quale confida parte delle sue intuizioni, ignara che in realtà egli, già intimo amico del poliziotto suicida, sia il rapitore della fanciulla. Caruso tenta di uccidere Fedra su una banchina del porto ma è fermato da Righetti. Arianna può riabbracciare i suoi genitori e il fidanzato di Fedra decide di lasciarle più tempo per decidere sulle scelte di vita.

## Edizioni
- Carlo Lucarelli, Giampiero Rigosi ed Eraldo Baldini, Medical Thriller, Torino, Einaudi, 2002, ISBN 8806163493.
- Carlo Lucarelli, Giampiero Rigosi ed Eraldo Baldini, Medical Thriller, Torino, Einaudi, 2006, ISBN 9788806183134.